# Sidi Abdeldjebar
Sidi Abdeldjebar (în arabă سيدي عبد الجبار) este o comună din provincia Mascara, Algeria.
Populația comunei este de 4.190 de locuitori (2008).